# Блохвиц, Вольфганг
Вольфганг Блохвиц (нем. Wolfgang Blochwitz; 8 февраля 1941, Герингсвальде, Саксония — 8 мая 2005, Бад-Берка, Тюрингия) — восточногерманский футболист, игравший на позиции вратаря. Выступал за клубы «Магдебург» и «Карл Цейсс». Участник чемпионата мира 1974 года в составе национальной сборной ГДР.

## Клубная карьера
Блохвиц родился в городе Герингсвальде и начинал свою карьеру в молодёжной команде местного клуба «Мотор Герингсвальде». В профессиональном футболе дебютировал в 1960 году за команду «Ауфбау» (Магдебург) (с 1965 года — «Магдебург»), в которой провёл шесть сезонов, приняв участие в 110 матчах чемпионата и дважды подряд, в 1964 и 1965 годах выиграл с клубом Кубок ГДР.
В 1966 году после вылета «Магдебурга» из Оберлиги ГДР перешёл в клуб «Карл Цейсс», за который отыграл 8 сезонов. Большую часть времени, проведённого в составе «Карл Цейсса», был основным голкипером команды. В 1968 и 1970 годах Блохвиц привёл «Карл Цейсс» к чемпионскому титулу, а в 1971 году — ко второму месту. В 1973—1974 годах он дважды подряд становился вице-чемпионом ГДР, а в 1972 году также выиграл Кубок ГДР.
В этой команде вратарь и завершил профессиональную карьеру в 1974 году. Всего в Оберлиге ГДР Блохвиц сыграл 275 матчей
По завершении игровой карьеры Вольфганг Блохвиц продолжал работать в «Карл Цейссе», в том числе с 1978 года тренером молодёжной команды, а в 1988—1990 годах был президентом клуба.

## Карьера в сборной
4 сентября 1966 года дебютировал в официальных играх в составе национальной сборной ГДР в товарищеском матче против Египта (6:0).
В составе сборной был участником чемпионата мира 1974 года в ФРГ, но был дублёром Юргена Кроя и на поле так и не вышел.
Последний матч в сборной сыграл ещё до чемпионата мира, 26 февраля 1974 года против Туниса (4:0). В течение карьеры в национальной команде, которая длилась 9 лет, провёл в её форме 17 матчей (19 при учёте олимпийских матчей), пропустив 9 голов.
Скончался 8 мая 2005 года на 65-м году жизни в городе Бад-Берка.

## Достижения
«Ауфбау» (Магдебург)
- Обладатель Кубка ГДР (2): 1964, 1965

«Карл Цейсс»
- Чемпион ГДР: 1968, 1970
- Обладатель Кубка ГДР (2): 1972, 1974